# Codex Sinaiticus

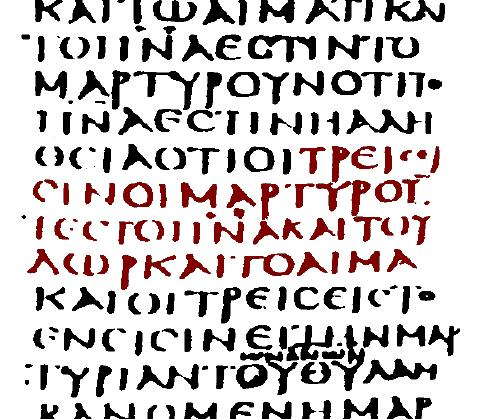
Filă din Codex Sinaiticus

Codex Sinaiticus este cea mai veche Biblie din lume; textul a fost digitalizat, tradus și publicat pe pagina de internet "Codex Sinaiticus". Manuscrisul a fost descoperit în anul 1844 de paleograful german Konstantin von Tischendorf la Mănăstirea "Sfânta Ecaterina" de pe Muntele Sinai, din Egipt.
Manuscrisul datează din secolul al IV-lea. Deoarece în acel moment procesul de canonizare al Scripturii nu se încheiase, această Biblie cuprinde cărți considerate azi, de către principalele culte creștine, drept apocrife: Epistola lui Barnaba și Păstorul lui Hermas. Ea nu cuprinde versetele Marcu 16:9-20, pe care textologii le consideră apocrife. Codex Sinaiticus nu cuprinde nici "Comma Johanneum", o referință biblică apocrifă la dogma Sfintei Treimi și nici pilda cu femeia prinsă în preacurvie din Evanghelia după Ioan, această pildă fiind un fragment de text recunoscut de textologi ca apocrif.
Manuscrisul are 37 de centimetri înălțime și 34 centimetri lățime.
În prezent, o parte din manuscris este păstrată la British Museum din Londra (aproximativ 400 de pagini), restul fiind la Biblioteca Națională din Leipzig, din Germania, în Rusia și la Mănăstirea "Sfânta Ecaterina" de pe Muntele Sinai.